# 普遍代数学
数学の一分野としての普遍代数学（ふへんだいすうがく、英: Universal algebra）あるいは一般代数学（いっぱんだいすうがく、英: general algebra）は、構造の「モデル」となる例についてではなく代数的構造そのものについて研究する分野である。例えば、その研究対象として個々の群を考えるのではなく群論そのものをその研究対象とするのである。

## 基本的な考え方
普遍代数学でいう代数 (algebra)（代数系）あるいは代数的構造 (algebraic structure) とは、集合 A に A 上の演算（算法）を合わせて考えたものを言う。A 上の n-項演算とは、A の n 個の元を引数に取り、A の一つの元を返す写像である。従って零項演算は単に A の元のこと、あるいは定数を意味することになる（これはしばしば a などのラテン小文字で表される）。単項演算は単に A から A への写像のことであり、これはその引数のまえに ~x のように記号を置くことでしばしば表される。二項演算はしばしば中置記法に従って x * y のように引数の間に記号を置く。多変数（項数は不特定でもいい）の場合には、通常の写像の記法に従って、引数をコンマで区切ってパーレンで括った  f(x,y,z) や f(x1,...,xn) のような書き方をする。特定の場面では、無限項演算が意味を持つ場合もあり、適当な無限添字集合 J を用いて {\displaystyle \textstyle \bigwedge _{\alpha \in J}x_{\alpha }} のような記法が用いられることもある（完備束の代数理論など）。代数について言及する一つの方法は、どのような型 Ω の代数であるかを明示することである。ここで Ω はその代数の演算のアリティ（項数）を表す自然数の順序組である。

### 等式系
演算を特定したあとは、その代数の内在的な性質というのは公理系によってさらに限局されることになるが、普遍代数学ではこういった公理系として等式（等式律、等式法則）によって与えるのが普通である。例えば、二項演算に対する結合性公理は等式 x * (y * z) = (x * y) * z によって定められる。この公理は集合 A の任意の元 x, y, z に対して満たされることが意図されている。

## 代数の多様性
等式によって定義することのできる代数的構造は、代数多様性として総称され、普遍代数学の一対象として代数多様性を研究するものもあれば、普遍代数学の研究対象は代数多様性のみ調べれば十分と考える者もある。
代数多様性について調べるための制約として除かれるものとして: 
- 述語論理、とりわけ普遍量化 ({\displaystyle \forall }) を含む量化。等式に用いることや限定量化 ({\displaystyle \exists }) はよい。
- 等式を除く全ての有限項関係。特に非等号 {\displaystyle a\neq b} と順序を含めた任意の不等式

この狭い意味での定義において普遍代数学は、典型的には演算のみをもつ構造のみを扱う（型は函数の記号は含むが、等式以外の関係の記号は含まない）のであるから、これらの構造について述べる言葉としては等式のみを用いるような、モデル理論の特別な分科と考えることができる。
より広い意味で代数的構造を扱うならば、そのすべてがいま言ったような議論の範疇に収まることは期待できようはずもなく、例えば順序群は順序関係を含むから、普遍代数学の主流としては研究の対象にならない。
より基本的な制約として、普遍代数学では体のクラスを研究することはできない。これは、体の公理系をすべて等式として書くような型（つまり算号系）が存在しないことによる（逆元の存在は任意の「非零元」に対して定義されるから、この反転演算を型に単純に追加することができない）。
このような制約があることの利点は、普遍代数学において研究される構造が、有限積を持つ任意の圏において定義できることである。例えば、位相群は位相空間の圏における群（群対象）である。

### 例
数学における通常の代数系の大半は代数多様性の例だが、それらの定義には量化や不等式が用いられていることも普通なので、確かめるのは必ずしも明らかなことではない。

#### 群
本節での説明が実際にはどのように用いられるのかを見るために、群の定義を考えよう。群の通常の定義は、一つの二項演算 ∗ に対する以下の公理系によって与えられる
- 結合律:  x ∗ (y ∗ z) = (x ∗ y) ∗ z; （形式化すると ∀x,y,z. x ∗ (y ∗ z)=(x ∗ y) ∗ z)。
- 単位律:  元 e が存在して任意の元 x に対し e ∗ x = x = x ∗ e が成り立つ（形式化すると ∃e ∀x. e ∗ x = x = x ∗ e）。
- 反転律: 単位元は明らかに唯一であり、この唯一の単位元 e に対して各 x は  x ∗ i = e = i ∗ x を満たす i を持つ（形式化すると ∀x ∃i. x ∗ i = e = i ∗ x）。

（文献によっては演算に対する「閉性律」と呼ばれる「x ∗ y がまた台集合 A に属する」という条件を設けるものもあるが、普遍代数学の観点ではこれは既に  ∗ を二項演算と呼んだ時点で含まれている。）
この群の定義は普遍代数学の観点からは問題を孕むものになっている。それは、単位元と逆元に関する公理において、純粋に等式のみで与えられるのではなくて、「～であるような…が存在する」といった箇所があることである。これでは不便なので、零項演算 e と単項演算 ~ を追加して群の性質を普遍量化された等式のみで書き表そう。そうすれば、公理系は演算に対する以下の条件
- 結合性: x ∗ (y ∗ z) = (x ∗ y) ∗ z.
- 単位律: e ∗ x = x = x ∗ e; （形式化すると ∀x. e ∗ x = x = x ∗ e）.
- 反転律: x ∗ (~x) = e = (~x) ∗ x. （形式化すると ∀x. x ∗ ~x = e =  ~x ∗ x）.

（もちろん ~x と書く代わりに通常の通り "x−1" と書いてもいい。これから分かるのは小さなアリティの演算の記法はいつも第二段落のような形であるとは限らないということ。）
普通の定義と何が変わったか並べると、
- 一つの二項演算（算号系が (2) で与えられる）
- 一つの等式法則（結合律）
- 二つの量化された法則（単位律と反転律）

だったものが、普遍代数学的な定義では
- 三つの演算: 一つは二項、一つは単項、一つは零項（算号系は (2,1,0) で与えられる）
- 三つの等式法則（結合律、単位律、反転律）
- 量化された法則は無し（変数に対する普遍量化は対象外）

になっている。
これでちゃんと群の定義が表せているのかということをチェックするのは重要なことである。普遍代数学的な意味での群を一つとってきたときに、通常の意味での群として取ってきたときよりも多くの情報が出てくるというようなことはあってはならない。通常の定義において単位元 e が一意であると断っている（一意でなく他の単位元 e′ が存在するなら零項演算 e の値であるところの元と紛らわしい）ことについて、普遍代数学的な定義では何も言っていないが、特段断らずとも一意性が出ることは古典的な群論の教科書における初歩的な練習問題になるようなことなので、問題でない。逆元についても同様である。故に、群の普遍代数学的な定義は通常の定義と同じものになる。
一見すると、量化された法則を等式律に書き換えることは単に形だけの違いにも思えるが、しかしこれは極めて実利的な結果である（圏論において群対象を定義しようとするとき、考えている圏の対象が集合でない場合には、それが元を持つわけではないために、量化された法則が意味を成さないということも起こり得る。そこで一般の圏で意味を持つ性質としての等式法則を使わなければならない）。さらに言えば、普遍代数学の観点は逆元や単位元が存在することのみならず、それが圏の射であることまで主張するのである。基本的な例である位相群では、逆元は各元に対して存在することのみならず、逆元を対応させる反転写像が連続写像となることを要求する（文献によっては単位元についても、零項演算としてそれが閉包含写像したがって余ファイブレーションとなることを要求する。これもまた位相空間の圏での射の性質として言及できるものである）。

## 基本的な構成法
型 Ω はいま固定して考えるものとする。このとき三種類の基本的な構成、準同型像、部分代数、直積（あるいは積）について述べる。
二つの代数 A, B の間の準同型とは A から B への写像 h: A → B であって、A の任意の演算 fA に対して対応する（アリティ n が等しい）B の演算 fB が存在して h(fA(x1,...,xn)) = fB(h(x1),...,h(xn)) を満たすことを言う（文脈から明らかならば添字の類いはしばしば省略する）。例えば e が定数（零項演算）ならば h(eA) = eB が成り立つということであり、単項演算 ~ については h(~x) = ~h(x) が成り立つということであり、二項演算 ∗ ならば h(x ∗ y) = h(x) ∗ h(y) が成立するということであり、それ以上のアリティでも同様である。準同型について述べるべきことは、準同型の項目に書かれているような特定の種類の準同型同様に、それほどない。特に、代数の準同型像 h(A) は同種の代数になる。
A の部分代数とは A の部分集合であって A の全ての演算の下で閉じているものを言う。また代数的構造の適当な集合の積はそれら集合のデカルト積に成分ごとの演算を定義したものである。

## 幾つかの基本定理
- 同型定理は、群、環、加群などに対する同型定理を包括するものである。
- バーコフのHSP定理は代数のクラスが代数多様性であるための必要十分条件が、それが準同型像、部分代数、任意直積に関して閉じていることであることを述べる。

## 動機付けと応用
手法が一貫していることに加えて、普遍代数学は深い定理や重要な例や反例も与えてくれる。つまり、新しい代数のクラスを研究し始めるのに際して有力な枠組みを提供するのである。特定の代数のクラスに対して発明された方法を、普遍代数学における言葉で書いておいて、それぞれのクラスにおける言葉として解釈すれば、他の代数のクラスにも適用するということができる。概念的な分類ということも可能である（J.D.H. Smith が言ったように「特定の枠組みでは乱雑で複雑に見えることも、真に一般の立場から見れば単純なものとなる」）。
特に普遍代数学はモノイドや環あるいは束の研究に応用することができる。普遍代数学以前にもさまざまな定理（最も顕著なものは同型定理）がそれぞれの分野において個別に証明されてきたけれども、普遍代数学を用いればそれらは一度に他の任意の代数系に対しても証明できてしまう。
ヒギンズは (Higgins 1956) において特定の代数系の範囲に対する枠組みをよく追及していたが、(Higgins 1963) では部分的にのみ定義された演算を持つ代数についての議論（典型的にはそれが圏や亜群を成すこと）が特筆される。ここから高次元代数学の主題が生まれ、それは幾何学的な条件で定義された定義域を持つ部分演算をもつ代数理論の研究として定義することができる。これらの重要な例は様々な高次圏や高次亜群の形で存在する。

### 圏論とオペラド
こうした方法論をより一般に推し進めたものは圏論において効力を発揮する。普遍代数学において演算と公理のリストが与えられたとき、対応する代数とその間の準同型の全体は、それらを対象と射とする圏を成す。圏論は普遍代数学がカバーしていない多くの状況にまで適用できて、さまざまな定理がその範囲を拡張される。逆に、普遍代数学において成立する多くの定理がすべて圏論におけるものへ一般化されるわけでもない。従って、それぞれの分野はそれぞれに有効である。
より演算を一般化した圏論の近年の発展は、オペラド理論である（オペラドは普遍代数学で扱うのと同様の演算の集合）。

## 歴史
1898年に著されたホワイトヘッドの著書 A Treatise on Universal Algebra において universal algebra という言葉は今日でいうのと本質的に同じ意味で使われていた。ホワイトヘッドはハミルトン、ド・モルガンらをこの主題の創始者として挙げ、この用語自体はシルベスターが作ったとしている。
そのころは、リー代数や双曲四元数といった構造が、結合的乗法性のクラスを超えて代数的構造を拡張することの必要性を示すものとして注目されていた。批評としてマクレーンは "The main idea of the work is not unification of the several methods, nor generalization of ordinary algebra so as to include them, but rather the comparative study of their several structures." （「この仕事の主要なアイデアは複数の方法論を統一することでも通常の代数学をそれらを含むように一般化するものでもないが、それら幾つかの構造を比較する研究である」）と書いている。同じころ、通常の数の代数に対する強力なカウンターパートとしてのブールの論理代数が作られており、「普遍的」という語は張りつめた感覚を緩和する働きをした。
ホワイトヘッドの初期の成果は（ハミルトンによる）四元数やグラスマンの外積代数 (Ausdehnungslehre) およびブールの論理代数を統一的に扱おうとするものである。ホワイトヘッドは著書に
"Such algebras have an intrinsic value for separate detailed study; also they are worthy of comparative study, for the sake of the light thereby thrown on the general theory of symbolic reasoning, and on algebraic symbolism in particular. The comparative study necessarily presupposes some previous separate study, comparison being impossible without knowledge."（そのような代数は、独立した詳細な研究に対し内在的な価値を持っている。またそれらの比較研究も、それによって記号的な推論や特に代数記号を用いた方法論関する一般論に落とし込むために、大いに意味を持つ。比較研究はそれまでの独立したいくつかの研究を前提とする必要がある。知識無くして比較は不可能である）
と書いている。しかし、ホワイトヘッドはその一般性質については何の結果も得てはいない。この主題に関する成果はバーコフとオレが普遍代数学の本を著す1930年代初めまでほとんどなかった。1940年代や1950年代のメタ数学や圏論の発展はこの分野を推し進め、特にロビンソン、タルスキ、モストフスキらやその学生らの結果がある (Brainerd 1967)。
1935年から1950年の間の期間に、バーコフの論文に示唆された路線に沿った多くの論文が書かれ、自由代数や合同、部分代数束、準同型定理などが扱われた。1940年代に数理論理学の発展から代数学への応用が可能になったけれども、それは非常にゆっくりとしたものであった。それらの結果が1940年代にマルチェフによって出版されたけれども、戦争の影響で注目されなかった。1950年のケンブリッジにおける国際数学者会議でのタルスキーの講義が、主にタルスキー自身、あるいは C.C. Chang、ヘンキン、Jónsson、リンドンらによって展開されたモデル理論的側面での新たな研究の時代の先駆けとなった。
1950年代の終わりに、マルチェフスキは、自由代数の重要性を強調して、マルチェフスキ自身と、Jan Mycielski, Władysław Narkiewicz, Witold Nitka, J. Płonka, S. Świerczkowski, K. Urbanik らによる自由代数に関する代数的理論について50を超える論文の出版を導いた。